# SAKE100
SAKE100（サケハンドレッド）は、株式会社Clearが運営する日本酒ブランド。

## 概要
- 高価格帯の日本酒が極めて少ないという日本酒業界の現状を鑑みて、事業を開始[1]。
- 代表は生駒龍史。
- 「最高級日本酒」「プレミアム日本酒」「ラグジュアリー日本酒」などさまざまな呼び名があるが、代表はインタビューの中で「ラグジュアリー」という表現を使っている[2]。
- 商品は4種類。百光（びゃっこう）、深豊（しんほう）、天彩（あまいろ）、現外（げんがい）[3]。
- 全国の酒蔵とそれぞれ共同開発を行い、販売。酒造は、楯の川酒造、数馬酒造、美吉野醸造、沢の鶴[3]。
- 2019年10月現在、店舗は持たず、すべてECである。
- 都内一部の一流レストラン、ホテルでも提供されている。

## 沿革
- 2018年7月、酒屋「川勇商店」を完全子会社化し、SAKE100の事業を開始[4]。
- 2018年10月、7500万円の資金調達を実施[5]。
- 2019年6月、G20関連カンファレンスのレセプションにて、百光が乾杯酒として選出。
- 百光が、IWC（インターナショナル・ワイン・チャレンジ）2019の純米大吟醸酒部門にてゴールドメダルを受賞[6]。
- また、同商品はKura Master 2019の純米大吟醸酒部門にてプラチナ賞を受賞[7]。